# Gavin O'Connor (skådespelare)
Gavin O'Connor, född 17 december 1972 i Cork på södra Irland är en irländsk skådespelare. Han har bland annat medverkat i TV-serierna Vikings: Valhalla, The Alienist, The Tudors och Single-Handed, samt i filmerna The Front Line, This Must Be the Place och Fifty Dead Men Walking.

## Filmografi (i urval)

### Filmer
- 1997 – The Informant
- 2000 – When the Sky Falls
- 2000 – Mad About Mambo
- 2006 – The Front Line
- 2008 – Fifty Dead Men Walking
- 2011 – This Must Be the Place

### TV-serier
- 1998 – The Ambassador (TV-serie)
- 2006–2008 – Galactik Football (TV-serie) (röst)
- 2009 – The Tudors (TV-serie)
- 2010 – Single-Handed (TV-serie)
- 2012 – Titanic: Blood and Steel (TV-serie)
- 2020 – The Alienist (TV-serie)
- 2022 – Vikings: Valhalla (TV-serie)